# Quintal dos Estados Unidos

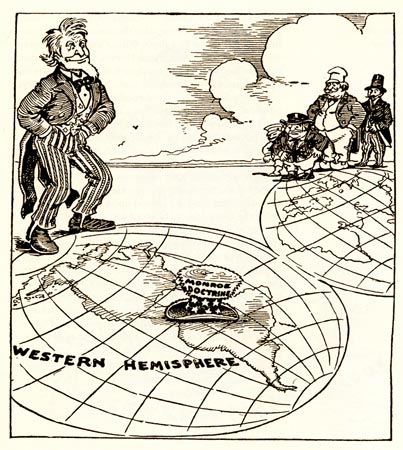
Uma charge de um jornal de 1912 destacando a influência dos EUA sobre os países vizinhos no seu "quintal" no século seguinte, a Doutrina Monroe.

Quintal dos Estados Unidos é um conceito muitas vezes utilizado em ciência política e nos contextos de relações internacionais para se referir à esfera de influência dos Estados Unidos.
Algo análogo ao conceito na Rússia de "Exterior Próximo" (em russo:  ближнее зарубежье, blizhneye zarubezhye), o "Quintal dos Estados Unidos" é usado para se referir às áreas tradicionais onde os Estados Unidos possuem posição dominante, especialmente na América Latina.
O termo foi recentemente destaque na mídia popular, com referência às ameaças à segurança nacional norte-americana (incluindo exercícios militares russos e o terrorismo do Oriente Médio), usado para contrastar essas ameaças em casa com as tradicionais em várias frentes na Europa ou no Oriente Médio. O "Quintal dos Estados Unidos" também é usado para se referir a América Central em geral, especialmente a Cuba anteriormente a Revolução Cubana.